# Søby Sø
Søby Sø är en sjö i Danmark.   Den ligger i Hernings kommun i Region Mittjylland, 220 km väster om Köpenhamn. Søby Sø ligger 39 meter över havet. Arean är 0,7 kvadratkilometer. 